# Еурибије
Еурибије је у грчкој митологији било име више личности.

## Етимологија
Име Еурибије значи „дуги живот“, изведено од грчких речи eury- и bios.

## Митологија
1. Према Аполодору, био је син Нелеја и Хлориде, кога је убио Херакле.[3]
2. Аполодор је поменуо и Еуристејевог и Антимахиног сина са овим именом, кога су убили Атињани[3] који су штитили Хераклиде. Према неким изворима, њега је, као и његову браћу, Перимеда и Еурипила, убио Херакле. Наиме, када је Херакле довео Кербера њиховом оцу, Еуристеј је принео жртву, при чему је Хераклу дао део намењен робовима, а својим рођацима најбоље комаде. Зато их је Херакле побио у „праведном бесу“.[1]
3. Био је један од кентаура који се придружио Дионису у походу против Индије.[3] Он је био један од ламских кентаура, који је чувео малог Диониса и који је имао рогове попут воловских.[2]